# 1900년 하계 올림픽 펜싱 남자 마스터 플뢰레
1900년 하계 올림픽 펜싱 남자 마스터 플뢰레는 프랑스 파리에서 개최된 1900년 하계 올림픽 펜싱의 세부 종목이다. 5월 22일부터 20일까지 8개국에서 60명의 선수가 참가하였다.

## 경기 결과

### 예선
예선 경기는 5월 22일과 23일에 진행되었다. 경기의 승패보다 경기 기술과 예술이 준준결선 진출에 더 영향을 미친다.
| 선수                       |
| -------------------------- |
| 와비에 앙셰티 (FRA)        |
| 베르게 (FRA)               |
| 브텡펠 (FRA)               |
| 보르멜 (FRA)               |
| 보랭주 (FRA)               |
| 불랑게 (FRA)               |
| 불레주 (FRA)               |
| 브라사르 (FRA)             |
| 브로 (FRA)                 |
| 카리숑 (FRA)               |
| 안토니오 콘테 (ITA)        |
| 프랑수아 델리브 (FRA)      |
| 디지에 (FRA)               |
| 미셸 팰래피 (FRA)          |
| 퐁텐 (FRA)                 |
| 고티에 (FRA)               |
| 조르주 요세프 알레 (FRA)   |
| 알퐁스 키르쇼페 (FRA)      |
| 라보르데리 (FRA)           |
| 뤼시앵 라르제 (FRA)        |
| 조르주 르페브르 (FRA)      |
| 르무안 (FRA)               |
| 샤를 마르티 (FRA)          |
| 뤼시앵 메리그나 (FRA)      |
| 요세프 오귀스트 메테 (FRA) |
| 밀레 (FRA)                 |
| 장 밥티스트 미미아그 (FRA) |
| 몽트엘 (FRA)               |
| 뮐레 (FRA)                 |
| 팡탱 (FRA)                 |
| 레오폴 라뮈 (FRA)          |
| 라이노 (FRA)               |
| 랭그네 (FRA)               |
| 쥘 로시그놀 (FRA)          |
| 알돌프 룰뢰 (FRA)          |
| 프랑수아 사부릭 (FRA)      |
| 사미아 (FRA)               |
| 이탈로 산텔리 (ITA)        |
| 피에르 셀데르라 (BEL)      |
| 에른스 타사르 (FRA)        |
| 실릴 베르브뤼주 (BEL)      |
| 비키에 (FRA)               |
| 이봉 (FRA)                 |
| 베르생 (FRA)               |
| 옌스 페테르 베르텔센 (DEN) |
| 부아르 (FRA)               |
| 브륀 뷔송 (FRA)            |
| 코릉랭 (FRA)               |
| 쿠뒤리에 (FRA)             |
| 다시 (FRA)                 |
| F. 드스프레 (BEL)          |
| 디지에 (FRA)               |
| 엔드레디 마르톤 (HUN)      |
| L. 가르노티 (FRA)          |
| 욜리에 (FRA)               |
| 마셀랭 (FRA)               |
| 피에토리 (FRA)             |
| 외젠 플리슨 (GBR)          |
| 레옹 티에르셀랭 (HAI)      |
| 비뇌방엠 (FRA)             |

### 준준결선
준준결선 경기는 5월 24일에 진행되었고, 예선과 비슷한 방법을 진행되었다. 상위 10명의 선수는 준결선에 진출하고, 나머지 선수는 패자부활전에 진출한다.
| 선수                         |
| ---------------------------- |
| 안토니오 콘테 (ITA) (하계)   |
| 알퐁스 키르쇼페 (FRA) (하계) |
| 뤼시앵 메리그나 (FRA) (하계) |
| 장 밥티스트 미미아그 (FRA)   |
| 레오폴 라뮈 (FRA)            |
| 쥘 로시그놀 (FRA)            |
| 아돌프 룰뢰 (FRA)            |
| 이탈로 산텔리 (ITA)          |
| 피에르 셀데르라 (BEL)        |
| 실릴 베르브뤼주 (BEL)        |
| 와비에 앙셰티 (FRA)          |
| 베르게 (FRA)                 |
| 보르멜 (FRA)                 |
| 보랭주 (FRA)                 |
| 불랑게 (FRA)                 |
| 불레주 (FRA)                 |
| 브라사르 (FRA)               |
| 브로 (FRA)                   |
| 카리숑 (FRA)                 |
| 프랑수아 델리브 (FRA)        |
| 디지에 (FRA)                 |
| 미셸 팰래피 (FRA)            |
| 퐁텐 (FRA)                   |
| 고티에 (FRA)                 |
| 조지 요세프 알레 (FRA)       |
| 라보르데리 (FRA)             |
| 뤼시앵 라르게 (FRA)          |
| 조르주 르페브르 (FRA)        |
| 레무안 (FRA)                 |
| 샤르 마르티 (FRA)            |
| 요세프 오귀스트 메테 (FRA)   |
| 밀레 (FRA)                   |
| 몽트엘 (FRA)                 |
| 뮐레 (FRA)                   |
| 팡탱 (FRA)                   |
| 라이노 (FRA)                 |
| 랭그네 (FRA)                 |
| 프랑수아 사부릭 (FRA)        |
| 사미아 (FRA)                 |
| 에른스 타사르 (FRA)          |
| 비키에 (FRA)                 |
| 이봉 (FRA)                   |

#### 패자부활전
패자 부활전은 5월 25일에 진행되었으며, 6명의 선수가 준결선에 진출한다.
| 선수                       |
| -------------------------- |
| 불랑게 (FRA)               |
| 미셸 팰래피 (FRA)          |
| 조르주 요세프 알레 (FRA)   |
| 조르주 르페브르 (FRA)      |
| 레무안 (FRA)               |
| 밀레 (FRA)                 |
| 와비에 앙셰티 (FRA)        |
| 베르게 (FRA)               |
| 브텡펠 (FRA)               |
| 보르멜 (FRA)               |
| 보랭주 (FRA)               |
| 불레주 (FRA)               |
| 브라사르 (FRA)             |
| 브로 (FRA)                 |
| 카리숑 (FRA)               |
| 프랑수아 델리브 (FRA)      |
| 디지에 (FRA)               |
| 퐁텐 (FRA)                 |
| 고티에 (FRA)               |
| 라보르데리 (FRA)           |
| 뤼시앵 라르주 (FRA)        |
| 샤를 마르티 (FRA)          |
| 요세프 오귀스트 메테 (FRA) |
| 몽트l (FRA)                |
| 뮐레 (FRA)                 |
| 팡탱 (FRA)                 |
| 라이노 (FRA)               |
| 랭그네 (FRA)               |
| 프랑수아 사부릭 (FRA)      |
| 사미아 (FRA)               |
| 에른스 타사르 (FRA)        |
| 비키에 (FRA)               |
| 이봉 (FRA)                 |

### 준결선
준결선 경기는 16명의 선수가 각 조 8명씩 2개 조로 나뉘어 5월 27일과 28일에 진행되었다. 각 조 상위 4명의 선수는 결선에 진출하고 나머지 선수는 순위결정전에 진출한다.

#### 준결선 A조
| 순위 | 선수                     | 승 | 패 |
| ---- | ------------------------ | -- | -- |
| 1    | 뤼시앵 메리그나 (FRA)    | 7  | 0  |
| 2    | 알퐁스 키르쇼페 (FRA)    | 6  | 1  |
| 3    | 안토니오 콘테 (ITA)      | 5  | 2  |
| 4    | 레오폴 라뮈 (FRA)        | 4  | 3  |
| 5    | 조르주 요세프 알레 (FRA) | 2  | 5  |
| 5    | 레무안 (FRA)             | 2  | 5  |
| 7    | 밀레 (FRA)               | 1  | 6  |
| 7    | 실릴 베르브뤼주 (BEL)    | 1  | 6  |

#### 준결선 B조
| 순위 | 선수                       | 승 | 패 |
| ---- | -------------------------- | -- | -- |
| 1    | 아돌프 룰뢰 (FRA)          | 7  | 0  |
| 2    | 장 밥티스트 미미아그 (FRA) | 6  | 1  |
| 3    | 쥘 로시그놀 (FRA)          | 5  | 2  |
| 4    | 이탈로 산텔리 (ITA)        | 4  | 3  |
| 5    | 피에르 셀데르라 (BEL)      | 3  | 4  |
| 6    | 불랑게 (FRA)               | 1  | 6  |
| 6    | 미셸 팰래피 (FRA)          | 1  | 6  |
| 6    | 조르주 르페브르 (FRA)      | 1  | 6  |

### 순위결정전
순위결정전은 5월 29일에 진행되었다. 9위부터 16위까지의 순위를 결정하는 경기이다.
| 순위   | 선수                     |
| ------ | ------------------------ |
| 1 (9)  | 조르주 요세프 알레 (FRA) |
| 2 (10) | 피에르 셀데르라 (BEL)    |
| 3 (11) | 레무안 (FRA)             |
| 4 (12) | 조르주 르페브르 (FRA)    |
| 5 (13) | 불랑게 (FRA)             |
| 6 (14) | 밀레 (FRA)               |
| 7 (15) | 실릴 베르브뤼주 (BEL)    |
| 8 (16) | 미셸 팰래피 (FRA)        |

### 결선
결선 경기는 5월 29일에 진행되었다. 8명의 선수가 리그 형식으로 진행되었다.
| 순위 | 선수                       | 승 | 패 |
| ---- | -------------------------- | -- | -- |
| 1    | 뤼시앵 메리그나 (FRA)      | 6  | 1  |
| 2    | 알퐁스 키르쇼페 (FRA)      | 6  | 1  |
| 3    | 장 밥티스트 미미아그 (FRA) | 4  | 3  |
| 4    | 안토니오 콘테 (ITA)        | 4  | 3  |
| 5    | 쥘 로시그놀 (FRA)          | 3  | 4  |
| 6    | 레오폴 라뮈 (FRA)          | 2  | 5  |
| 7    | 이탈로 산텔리 (ITA)        | 0  | 7  |
| 8    | 아돌프 룰뢰 (FRA)          | 3  | 4  |

## 메달리스트
| 종목          | 금                     | 은                         | 동                            |
| ------------- | ---------------------- | -------------------------- | ----------------------------- |
| 마스터 플뢰레 | 뤼시엥 메리나 · 프랑스 | 알퐁스 키르크호페 · 프랑스 | 장 밥티스트 미미아그 · 프랑스 |

## 참고 문헌
- 국제 올림픽 위원회 - 1900년 하계 올림픽 펜싱 경기 결과 (영어)
- De Wael, Herman. 《Herman's Full Olympians: "Fencing 1900"》. 2016년 3월 3일에 원본 문서에서 보존된 문서. 2006년 1월 10일에 확인함.
- Mallon, Bill (1998). 《The 1900 Olympic Games, Results for All Competitors in All Events, with Commentary》. Jefferson, North Carolina: McFarland & Company, Inc., Publishers. ISBN 0-7864-0378-0.